# Adolf Ellegard Jensen
Adolf Ellegard Jensen (* 1. Januar 1899 in Kiel; † 20. Mai 1965 in Mammolshain, Taunus) war einer der bedeutendsten deutschen Völkerkundler der Nachkriegszeit. Er war ab 1945 Direktor des Museums für Völkerkunde in Frankfurt am Main sowie von 1946 bis zu seinem Tod Professor für Völkerkunde an der Goethe-Universität Frankfurt und Direktor des Frobenius-Instituts. Jensen führte die von Leo Frobenius begründete Kulturmorphologie fort. Von 1947 bis 1954 war er Vorsitzender der Deutschen Gesellschaft für Völkerkunde.

## Leben
Sein Studium der Physik in Kiel und Bonn schloss Jensen 1922 mit einer Dissertation über Max Planck und Ernst Mach ab. Ein Jahr später machte er die Bekanntschaft von Leo Frobenius, dessen treu ergebener Schüler er wurde. Als Mitglied des von Frobenius gegründeten Instituts für Kulturmorphologie (heute: Frobenius-Institut) unternahm er Forschungsreisen nach Südafrika, Libyen, Südäthiopien und Seram, mindestens eine Reise unternahm er 1934 zusammen mit dem Künstler Alf Bayrle.
Jensen hatte 1932 seine Habilitationsschrift eingereicht, die aber nach der Machtergreifung der Nazis aus formalen Gründen erst einmal nicht anerkannt wurde. Erst ein Widerspruch der Fakultät führte dazu, dass im Wintersemester 1933/34 das Verfahren abgeschlossen und Jensen zum Privatdozenten ernannt werden konnte, obwohl es weiterhin Vorbehalte gegen ihn seitens der NS-Dozentenschaft gab und auch seine Ehe mit einer jüdischstämmigen Frau, die als Mischling zweiten Grades eingestuft war, ihm negativ angekreidet wurde.
1936 wurde Jensen trotz der Auseinandersetzungen um seine Habilitation von dem NS-Oberbürgermeister Friedrich Krebs als Kustos zum städtischen Beamten auf Lebenszeit ernannt. Zwei Jahre später, im August 1938, übernahm er nach dem Tod von Frobenius kommissarisch die Leitung des Städtischen Völkermuseums. Stadt und Universität waren sich einig, dass Jensen zugleich auch Leiter des Kulturmorphologischen Instituts werden solle. Für die Institutsleitung sollte Jensen auf Wunsch der Fakultät eine Dozentenstelle auf Lebenszeit verliehen werden.
Dieser Plan stieß sowohl bei Heinrich Guthmann, dem Frankfurter Führer des Nationalsozialistischen Deutschen Dozentenbundes, als auch bei Gauleiter Jakob Sprenger auf heftigen Widerspruch. Insbesondere Guthmann, der zwar nicht gegen Jensens Verbleib als Kustos des Völkermuseums vorging, wollte auf alle Fälle dessen Ernennung zum Staatsbeamten verhindern. Für ihn bestand die Gefahr, „daß dann kurz oder lang ein Antrag auf Ernennung zum Leiter des Instituts erfolgt. Herr Dr. Jensen ist aus einem Institut hervorgegangen, dessen gegnerische Einstellung zum Nationalsozialismus in weiten Kreisen bekannt ist. Der Ton, der damals herrschte, ist heute noch unverändert. Jedenfalls kann bezüglich Jensen von einer aktiven Mitarbeit  an dem Aufbau des Dritten Reichs nicht gesprochen werden.“ In die Angelegenheit wurde schließlich auch noch Martin Bormann eingeschaltet, der Jensens Ernennung ebenfalls ablehnte und dies mit dessen dem „Nationalsozialismus vollkommen wesensfremd[er]“ Einstellung und seiner Ehe mit einem Mischling II. Grades begründete. Zugleich war Jensens Lehrbefugnis zum Ende des Monats Juli 1940 aufgehoben worden.
Jensen, der seit 1939 bereits Soldat war, versuchte mehrfach gegen diese Entscheidungen zu intervenieren, allerdings ohne Erfolg. Ihm wurde sogar in Aussicht gestellt, dass auch nach einem erfolgreichen Ende des Krieges nicht mit Entscheidungen zu seinen Gunsten zu rechnen sei. Er selber bat dann darum, die Frage der Institutsleitung während des Krieges ruhen zu lassen. Nach Hammersteins Recherchen scheint dem auch entsprochen worden zu sein, aber es wurde weiter Material gegen Jensen gesammelt und im Februar 1942 auf Guthmanns Veranlassung ein Gutachten über Jensen und das Kulturmorphologische Institut bei Hans Plischke in Auftrag gegeben. Darin hieß es dann, dass es unmöglich sei, das Institut im Sinne von Frobenius weiterbestehen zu lassen, weshalb „ein neuer Geist und eine andere wissenschaftliche Grundhaltung“ erforderlich seien. Jensen selber wurde mit einigen abfälligen Bemerkungen abgetan, doch für Guthmann reichte es, um triumphierend feststellen zu können: „Es sind also nicht nur die Ehe von Jensen und seine unmögliche politische Auffassung, sondern vor allem auch seine unerwünschte Einstellung in wissenschaftlichen Fragen, welche ihn für das hiesige Institut untragbar erscheinen lassen.“
Nach der Rückkehr aus der Kriegsgefangenschaft wurde Jensen im September 1945 zum Direktor des städtischen Völkerkundemuseums ernannt. 1946 wurde er an der Frankfurter Universität erster Ordinarius für Völkerkunde und zugleich Leiter des Frobenius Instituts. In Personalunion hatte er diese Ämter bis zu seinem Tod inne.
Jensen gründete zusammen mit dem Hamburger Ethnologen Professor Franz Termer die Deutsche Gesellschaft für Völkerkunde (DGV) nach dem Zweiten Weltkrieg; 1947–54 fungierte er als deren Vorsitzender.
Seine Tochter Ellinor Jensen arbeitete als Schauspielerin.

## Schaffen
Jensen gilt neben Frobenius als der bedeutendste Vertreter der Kulturmorphologie. Im Mittelpunkt seines theoretischen Werkes steht die Abfolge von „Ergriffenheit“, „Ausdruck“ und „Anwendung“, die er an den religiösen Hervorbringungen indigener Völker darzustellen versucht. Er kritisierte damit vor allem den Evolutionismus und andere Theorien in der Ethnologie. Von ihm wurde der Begriff Dema-Gottheiten, den er aus der Sprache der Marind-anim in Neuguinea entnahm, in die Ethnologie eingeführt. Daneben hat er durch seine Ethnographien vor allem über Südäthiopien und die Molukkeninsel Seram wichtige Beiträge geleistet.
In den 1950er Jahren trugen Jensen und Hermann Baumann eine inhaltliche Auseinandersetzung aus: Während Jensen die Altpflanzer als Vorgänger der Bauernkulturen betrachtete, waren für Baumann die altpflanzerische Grabstockkulturen nicht die Vorgänger, sondern die Ableger von Pflugkulturen.
Bei Jensen studierten die Ethnologen Adolf Friedrich (Mainz), Helmut Straube (München), Meinhard Schuster (Basel), Barbara Frank (München), Horst Nachtigall (Marburg), Wolfgang Rudolph (Berlin), Peter Snoy (Heidelberg) und Eike Haberland (Frankfurt).

## Veröffentlichungen (Auswahl)
- Beschneidung und Reifezeremonien bei Naturvölkern. Strecker & Schröder, Stuttgart 1933 (= Studien zur Kulturkunde. Band 1), DNB 580278735 (Habilitationsschrift); Nachdruck Johnson, New York, NY / London 1968, DNB 457097094.
- Im Lande des Gada. Wanderungen zwischen Volkstrümmern Südabessiniens. Strecker & Schröder, Stuttgart 1936
- Hainuwele. Volkserzählungen von der Molukken-Insel Ceram. Klostermann, Frankfurt 1939  (Ergebnisse der Frobenius-Expedition 1937–38 in die Molukken und nach Holländisch Neu-Guinea, Band 1)
- Die drei Ströme. Züge aus dem geistigen und religiösen Leben der Wemale, einem Primitiv-Volk in den Molukken. Harrassowitz, Leipzig 1948 (Ergebnisse der Frobenius-Expedition 1937–38 in die Molukken und nach Holländisch Neu-Guinea, Band 2)
- Das religiöse Weltbild einer frühen Kultur. Schröder, Stuttgart 1948. Überarbeitete Neuauflage: Die getötete Gottheit. Weltbild einer frühen Kultur. Kohlhammer, Stuttgart 1966
- Gab es eine mutterrechtliche Kultur? In: Studium Generale. Band 3, 1950, S. 418–433.
- Mythos und Kult bei Naturvölkern. Religionswissenschaftliche Betrachtungen. Steiner, Wiesbaden 1951, NA 1960, 1991
- als Herausgeber: Altvölker Süd-Äthiopiens. Kohlhammer, Stuttgart 1959
- mit Rhotert, H. und Frobenius, L.: Verlauf und Ergebnisse der 12. Deutschen Inner-Afrikanischen Forschungs-Expedition (DIAFE) 1934/35 unter Führung von Leo Frobenius. Strecker & Schröder, Stuttgart 1938
- Die getötete Gottheit. Weltbild ener frühen Kultur. Stuttgart u. a. 1966.